# 蓬波尔
蓬波尔（法語：Pomport，法語發音：[pɔ̃pɔʁ]）是法国多尔多涅省的一个市镇，属于贝尔热拉克区。

## 地理
蓬波尔（44°46'46"N, 0°25'4"E）面积19.55 平方千米，位于法国新阿基坦大区多爾多涅省，该省份为法国西南部内陆省份，是法國本土面积第三大的省，大致对应佩里戈尔地区，北起顺时针与夏朗德省、上维埃纳省、科雷兹省、洛特省、洛特-加龙省、吉倫特省和滨海夏朗德省接壤。
与蓬波尔接壤的市镇（或旧市镇、城区）包括：拉蒙齐耶圣马尔坦、屈内日、锡古莱斯和弗洛雅克、加雅克和鲁亚克、鲁菲尼亚克-德锡古莱斯、蒙巴济亚克、圣洛朗德维涅、锡古莱斯、弗洛雅克。

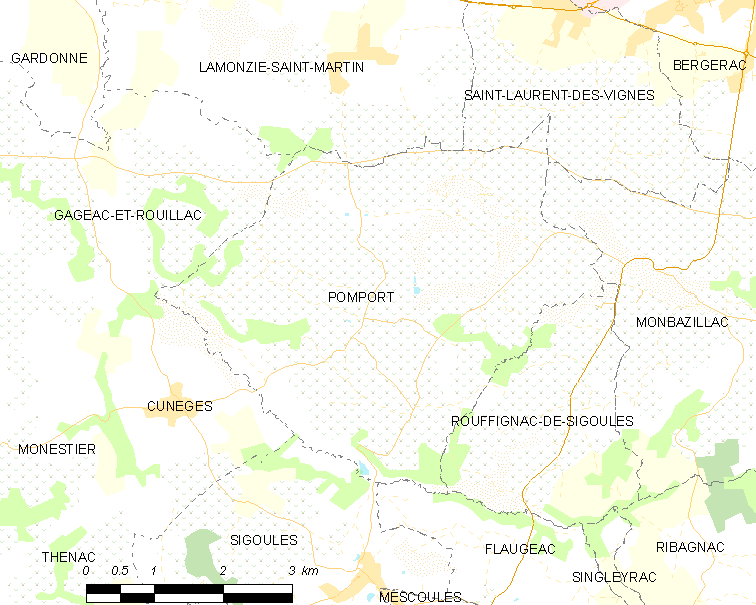
蓬波尔的OSM定位图

蓬波尔的时区为UTC+01:00、UTC+02:00（夏令时）。

## 行政
蓬波尔的邮政编码为24240，INSEE市镇编码为24331。

## 政治
蓬波尔所属的省级选区为南贝尔热拉库瓦县。

## 人口

1962-2008年间蓬波尔人口变化图示

蓬波尔于2022年1月1日时的人口数量为738人。